# Nezumia parini
Nezumia parini är en fiskart som beskrevs av Hubbs och Iwamoto, 1977. Nezumia parini ingår i släktet Nezumia och familjen skolästfiskar. Inga underarter finns listade i Catalogue of Life.